# Liste des films, téléfilms et mini-séries de HBO
Cet article propose la liste des téléfilms de HBO par ordre alphabétique.
- Haut – A
- B
- C
- D
- E
- F
- G
- H
- I
- J
- K
- L
- M
- N
- O
- P
- Q
- R
- S
- T
- U
- V
- W
- X
- Y
- Z
- 0-9

## 0-9
- 12th & Delaware (2010)
- 61* (2001)
- 7 Days in Hell, VF : Sept jours en enfer (2015)

## A
- Above Suspicion (1995)
- Act of ALdrin (1986)
- The Affair (1995)
- Afterburn, VF : Le Triomphe de la vérité (1992)
- Against the Wall, VF : Les Révoltés d'Attica (1994)
- Always Outnumbered, Always Outgunned (1998)
- American Splendor (2003)
- Amistad (1997)
- And the Band Played On, VF : Les Soldats de l'espérance (1993)
- And Starring Pancho Villa as Himself (2003)
- Angel Rodriguez (2005)
- Angels in America (2003)
- Apology (1986)
- An Apology to Elephants (2013)
- As Summers Die (1986)
- As You Like It (2006, en partenariat avec BBC Films)
- L'Attaque de la femme de 50 pieds (1993)

## B
- Barbarians at the Gate (1993)
- Behind the Candelabra (2013)
- Bernard and Doris, VF : Bernard et Doris (2008)
- Between Friends (1983)
- Blackout (1985)
- Blind Justice (1994)
- Blind Side, VF : Angle mort (1993)
- The Blood of Others, Le Sang des autres (1984)
- Body Language (1995)
- Boycott (2001)
- Breast Men (1997)
- A Bright Shining Lie (1998)
- Bury My Heart at Wounded Knee (2008)
- Butter (1998)
- By Dawn's Early Light (1990)

## C
- Cast a Deadly Spell (1991)
- Cheaters (2000)
- The Cherokee Kid (1998)
- The Christmas Wife (1988)
- Cinema Verite (2011)
- Citizen Cohn, le persécuteur (1992)
- Citizen X (1995)
- Clear History (2013)
- Comrades of Summer (1992)
- The Cold Room (1984)
- Conspiracy , VF : Conspiration (2001)
- Countdown to Looking Glass (1984)
- Crime of the Century (1996)
- Criminal Justice (1990)
- The Crash Reel (2013)

## D
- Dancing in September (2001)
- A Dangerous Life (1988)
- Daybreak (1993)
- Dead Silence (1997)
- Deadly Voyage, VF : Voyage vers l'enfer (1996)
- The Deal (2007)
- Descending Angel (1990)
- Dinner with Friends (2001)
- Dirty War (2005)
- Disappearing Acts (2001)
- Don't Look Back (1996)
- Don King: Only in America (1997)
- Doomsday Gun (1994)
- Le Duel des héros (1984)

## E
- Earthly Possessions (1999)
- Einstein et Eddington (2008, en partenariat avec BBC)
- El Diablo (1990)
- Elephant (2003)
- Elizabeth I (2007)
- Empire Falls (2005)
- The Enemy Within, VF : L'ennemi est parmi nous (1994)
- Everyday People (2004)
- Excellent Cadavers (1999)

## F
- Fatherland (1994)
- Fellow Traveller
- Fever (1991)
- The Fever (2004)
- Finnegan Begin Again (1985)
- First Time Felon (1997)
- Five Days, VF : Cinq jours (2007)
- Florida Straits (1987)
- For Love or Country: The Arturo Sandoval Story (2001)
- For Richer, For Poorer (1992)
- Fortress, VF : L'École de tous les dangers (1986)
- Framed (1990)
- Full Eclipse (1993)
- Fracture (?)
- Flashpoint (1984)

## G
- Game Change (2012)
- The Gathering Storm (2002)
- Gia, VF : Anatomie d'un top model (1998)
- The Girl (2012)
- The Glitter Dome (1984)
- Gotti (1996)
- Grey Gardens (2009)

## H
- Hemingway & Gellhorn (2012)
- Hostages (1993)
- Hostile Waters, VF : Péril en mer (1997)
- House of Saddam (2008)
- Hysterical Blindness (2002)

## I
- If These Walls Could Talk (1996)
- Iron Rules (1996)
- If These Walls Could Talk 2 (2000)
- The Image (1990)
- In Memoriam: New York City (2002)
- In Pursuit of Honor (1995)
- In the Gloaming (1997)
- Indictment: The McMartin Trial, VF : Le Silence des innocents (1995)
- The Infiltrator (1995)
- Into the Homeland (1987)
- Into the Storm (2009)
- Introducing Dorothy Dandridge (1999)
- Iron Jawed Angels (2004)
- Idlewild Gangsters Club (2006)

## J
- The Jack Bull (1999)
- The Josephine Baker Story (1991)
- Judgment (1990)

## K
- Kit Kittredge: An American Girl (2008)

## L
- Laguna Heat (1987)
- Lackawanna Blues (2005)
- Lansky (1999)
- The Laramie Project, VF : Le Projet Laramie (2002)
- Last Days (2005)
- The Last of the Blonde Bombshells (2000)
- The Last Outlaw (1994)
- The Late Shift (1996)
- A Lesson Before Dying (1999)
- The Life and Death of Peter Sellers, VF : Moi, Peter Sellers (2004)
- Little Secrets (2001)
- Life Support (2007)
- Live From Baghdad, VF : En direct de Bagdad (2002)
- Lip Service (1988)
- Longford (2006)
- Long Gone (1987)
- Lumumba (2002)

## M
- The Man Who Broke 1,000 Chains (1987)
- Mandela (1987)
- Maria Full of Grace, VF : Maria, pleine de grâce (2005)
- Mary and Martha (2013)
- Mike Tyson: Undisputed Truth (2013)
- La Couleur du sang (1997)
- Mistrial (1996)
- Mom and Dad Save the World (1992, co-production avec Warner Bros. Pictures)
- Mr. Halpern and Mr. Johnson (1983)
- Mrs. Harris (2006)
- Muhammad Ali's Greatest Fight (2013)
- My House in Umbria (2003)
- The Search for Bin Laden (2013)
- Murderers Among Us: The Simon Wiesenthal Story (1989)

## N
- Norma Jean & Marilyn (1996)
- Normal (2003)
- The Normal Heart (2014)

## O
- One Man's War (1991)

## P
- Parade's End (2012)
- Paterno (2018)
- Path to Paradise (1997)
- Path to War, VF : Sur le chemin de la guerre  (2002)
- The Pentagon Wars, VF : Secret Défense (1998)
- Perfect Witness (1989)
- Phil Spector (2013)
- Pinochet's Last Stand (2007)
- Poodle Springs, VF : Embrouille à Poodle Springs (1998)
- Point of Origin (2002)
- The Positively True Adventures of the Alleged Texas Cheerleader-Murdering Mom (1993)
- Pretty When You Cry (2001)
- Prisoner of Honor (1991)
- A Private Matter (1992)

## Q
- The Quick and the Dead (1987)

## R
- Rasputin: Dark Servant of Destiny, VF : Raspoutine (1996)
- The Rat Pack, VF : Les Rois de Las Vegas (1998)
- Real Women Have Curves (2003)
- Rebound: The Legend of Earl "The Goat" Manigault (1996)
- Recount (2008)
- Rencontre au sommet (2005)
- Right of Way (1983)
- RKO 281, VF : RKO 281 : La Bataille de Citizen Kane (1999)
- Running Mates (1992)

## S
- Sakharov (1984)
- The Second Civil War (1997)
- Shot in the Heart (2001)
- Shot Through the Heart (1998)
- Sometimes in April, VF : Quelques jours en avril (2005)
- Something the Lord Made, VF : La Création de Dieu (2004)
- Soul of the Game, VF : La Couleur du baseball (1996)
- The Special Relationship (2010)
- Stalin (1992)
- State of Emergency (1994)
- Steal the Sky (1988)
- Stepfather III (1992)
- Stranger Inside (2001)
- Strapped (1993)
- Subway Stories (1997)
- Sugartime (1995)
- The Sunset Limited (2011)
- Superheroes (2011)
- Sword of Gideon (1986)

## T
- Tailspin: Behind the Korean Airliner Tragedy
- Taking Chance (2009)
- Teamster Boss: The Jackie Presser Story (1992)
- Temple Grandin (2010)
- The Terry Fox Story (1983)
- Third Degree Burn (1989)
- To Catch A King (1984)
- Too Big to Fail, VF : Too Big to Fail : Débâcle à Wall Street  (2011)
- Tour de Pharmacy, VF : Pharmacy Road (2017)
- The Tragedy of Flight 103: The Inside Story (1990)
- The Tracker (1988)
- Truman (1995)
- The Tuskegee Airmen, VF : Pilotes de choix (1995)
- Tsunami: The Aftermath (2006)
- Tyson (1995)

## U
- Undefeated (2003)
- Unchained Memories (2003)

## V
- Vendetta (1999)
- You Don't Know Jack, VF : You Don't Know Jack (2010)

## W
- Walkout (2006)
- Warm Springs (2005)
- Weapons of Mass Distraction (en) (1997)
- Wedlock (1991)
- When the Levees Broke (2006)
- When Trumpets Fade (1998)
- White Mile (1994)
- Winchell (1998)
- Wit, VF : Bel Esprit (2001)
- Witch Hunt, VF : Chasseur de sorcières (1994)
- Without Warning: The James Brady Story (1991)
- Witness Protection, VF : Témoins sous contrôle (1999)
- Women & Men 2 (1991)
- Women & Men: Stories of Seduction (1990)
- Women on the Inside

## Y
- Yesterday (2004)